# パンアメリカンハンドボール連盟
パンアメリカンハンドボール連盟 (英語: Pan-American Team Handball Federation、スペイン語: Federación Panamericana De Handball、略称：PATHF) は北アメリカ、中央アメリカ、カリブ海、南アメリカのハンドボール連盟（協会）によって構成されるハンドボールの組織団体である。ナショナルチーム同士が戦うパンアメリカン男子ハンドボール選手権やパンアメリカン女子ハンドボール選手権などの大会を開催している。2018年1月のIHF理事会において北米カリブ海ハンドボール連盟(NACHC)と中南米ハンドボール連盟(SCAHC)に分割すると発表。しかしPATHFはスポーツ仲裁裁判所（CAS）に提訴。CASはIHFが決定した分裂を無効とする判決を言い渡した。

## 加盟国
| カリブ海 - バルバドス - キューバ - ドミニカ共和国 - ハイチ - プエルトリコ - トリニダード・トバゴ - セントクリストファー・ネイビス | 中央アメリカ - ベリーズ - コスタリカ - エルサルバドル - グアテマラ - ホンジュラス - ニカラグア - パナマ | 北アメリカ - カナダ - グリーンランド - メキシコ - アメリカ合衆国 | 南アメリカ - アルゼンチン - ブラジル - ボリビア - チリ - コロンビア - エクアドル - フランス領ギアナ - パラグアイ - ペルー - ウルグアイ - ベネズエラ |

## 主催大会
- パンアメリカン男子ハンドボール選手権
- パンアメリカン女子ハンドボール選手権
- パンアメリカン男子ジュニアハンドボール選手権
- パンアメリカン女子ジュニアハンドボール選手権
- パンアメリカン男子ユースハンドボール選手権
- パンアメリカン女子ユースハンドボール選手権
- パンアメリカンビーチハンドボール選手権
- パンアメリカン女子ビーチハンドボール選手権
- パンアメリカン競技大会ハンドボール競技